# Соразмерный тетраэдр
Соразмерный тетраэдр — тетраэдр, бивысоты которого равны.
Это определение можно заменить любым из следующих:
- Проекция тетраэдра на плоскость, перпендикулярную любой бимедиане, есть ромб.
- Грани описанного параллелепипеда равновелики.
- Для каждой пары противоположных ребер тетраэдра плоскости, проведенные через одно из них и середину второго, перпендикулярны.
- В описанный параллелепипед соразмерного тетраэдра можно вписать сферу.